# لهجة نجدية
اللهجة النجدية هي اللهجة العربية السائدة في إقليم نجد بالمملكة العربية السعودية.
تنتشر أسرة اللهجات النجدية تاريخياً في حضر وبدو إقليم نجد، وفي القبائل البدوية حول نجد وامتداداتها خارج إقليم نجد، ومن ذلك لهجات قبائل العجمان وآل مرة في شرق الجزيرة العربية، وامتداد قبيلتي شمر وعنزة في بادية الشام والجزيرة الفراتية، ولهجة قبيلة قحطان في جنوب السعودية، وقبيلة يام في منطقة نجران وشمال اليمن. وتأثرت اللهجة النجدية بشكل كبير بلهجة قبيلة هذيل وذكر ذلك ابن برهام الدمشقي
تُقسّم اللهجات النجدية إلى أربع أقسام:
1. اللهجات النجدية الشمالية: لهجة منطقة حائل وقبيلة شمر وامتدادها في الجزيرة الفراتية.
2. اللهجات النجدية الوسطى: لهجة وسط نجد وقبائلها، ومنها مدينة الرياض، وامتداد قبيلة عنزة في شمال شبه الجزيرة العربية وبادية الشام.
3. اللهجات النجدية الخليطة الشمالية - الوسطى: لهجة منطقة القصيم، وقبيلة الظفير في شمال شرق السعودية والكويت.[7]

1. اللهجات النجدية الجنوبية: لهجات قبيلة قحطان في جنوب السعودية، وقبيلة يام في منطقة نجران (اللهجة النجرانية) وشمال اليمن ومن فروعها آل مرة والعجمان في شرق شبه الجزيرة العربية.

ولأن نجد بقيت دائما طوال التاريخ تحت حكم عربي خالص فقد بقيت دائماً مرتبطة بالتراث العربي الصافي وبقيت لهجتها تحمل كثيرا من خصائص اللغة العربية الفصحى في أبنيتها، وقواعدها، وأصواتها وكلماتها.

## النطقيات

### الصوامت
تعتبر اللهجات النجدية من اللهجات البدوية، التي تتميز بعدة خصائص صوتية تميزها:
- نطق الصوامت بين الأسنانية (ث، ذ، ظ).
- إسقاط حرف الضاد وإبداله بحرف الظاء، مثل «ضعيف» ← «ظعيف».
- النطق المجهور لحرف القاف، فغالباً يقلب گ ‎[g]‏، مثل «قلم» ← «گلم».
- النطق المزجي للكاف وللقاف حول المصوتات الأمامية[9]، وهذه خاصية تميز اللهجات البدوية المشرقية، فتنطق الكاف والقاف بالصوامت المزجية «تس» (كلب ← تسلب) و«دز» (اقلب ← ادزلب)، وذلك على خلاف اللهجات الخليجية والعراقية حيث تنطق بالصوامت المزجية «تش» و«ج».[10]

وكذلك تلاحظ خصائص صوتية أخرى:
- تفخيم اللام في بعض الكلمات، فتنطق ‎[ɫ]‏، مثل كلمة «قلم» أو «قلب».
- الكسكسة في بعض اللهجات، وهي ضمير كاف المخاطبة «تس» للمؤنث، مثل «كتابتس».
- إسقاط الهمزة في أغلب الكلمات، وذلك مثل أغلب اللهجات العربية العامية، مثل «مئة» ← «مية».
- الحفاظ على نطق الهاء الأخيرة والتاء المربوطة الساكنة، مثل «مدرسة» ← «مدرسَهْ».

### المقاطع اللفظية
تسمح اللهجة النجدية بالتقاء الساكنين في بداية الكلمة على خلاف العربية الفصحى، ولا تسمح بالتقاء الساكنين لبعض الحروف في نهاية المقطع، ومن الأمثلة على ذلك ظاهرة قهوة.
من الأمثلة على التقاء الساكنين في بداية الكلمة:
- قَهْوَة ← قْهَوَة
- نَخْلَة ← نْخَلَة
- كَتَبْت ← كْتَبْت
- بعض الأسماء مثل: بْجَاد، سْعُود، عْتَيبة، مْطَير، عْنِزَة

ويمكن اجتماع ثلاثة صوامت في وسط بعض الكلمات في مواضع معينة:
- يَكْتُبُون ← يَكْتْبُون
- تَكْتُبِين ← تَكْتْبِين

نرى عدة ظواهر خاصة باللهجات النجدية تحكم توزيع المصوتات:
1. زيادة الوسط، وهي زيادة حركة بين ساكنين، وتلاحظ في موضعين:
  1. الجذر المنتهي بساكنين ثانيهما راء أو لام أو واو أو ياء أو نون (الصوامت المتواصلة)، مثل «فِرِن» و«مَصُر» و«بَدُو» و«حَمِل»، ولا يقع عند إضافة لواحق بادئة بمصوت، فيقال «فرْنِي» و«صَبْرِي».
  2. عند التقاء مقاطع CvvC أو CvCC بلاحقة بادئة بحرف صامت، مثل «بيتَهم» و«قَلْبَها» و«عِلْمَنَا».

  - ويوجد تداخل بين القاعدتين حين يتصل الجذر في القاعدة الأولى بلاحقة بادئة بحرف صامت، مثل «ابنها»، فتقدم بعض اللهجات - وخاصة الوسطى - القاعدة الأولى بتحريك الحرف الثاني «ابِنْهَا»، وتقدم بعض اللهجات - وخاصة الشمالية - القاعدة الثانية بتحريك الحرف الثالث «ابْنِهَا».
2. ظاهرة قهوة: عند وقوع سكون على أحد من الحروف الحلقية (الهاء، والحاء، والخاء، والعين، والغين) بعد فتحة، يبدل السكون بفتحة، مثل «قَهْوَة» ← «قْهَوَة» و«يعْرُف» ← «يْعَرُف».
3. إضافة الكسرة والضمة في المقاطع المفتوحة غير الأخيرة، فيقال «كِتَب» (كِـ-تَب) و«قْلُبَت» (قْلُـ-بَت)، ويسثنى من ذلك:
  1. وجود أحد الصوامت الحلقية (الهاء، والحاء، والخاء، والعين، والغين) في المقطع أو بعده، فيقال «حَلَف» وليس «حِلَف».
  2. وجود أحد الصوامت المتواصلة (الراء واللام والواو والياء والنون) بعد المقطع، فيقال «بَنَى» وليس «بِنَى».
  3. الحركات ذات غرض نحوي، مثل حركة الهمزة في وزن «أَفعل» و«اِفعل».

  - ملاحظة: تقع هذه الظاهرة في اللهجات العراقية بدون الاستثنائين (١) و(٢)، فيقال «حِلَف» و«بِنَى»، وفي اللهجات الخليجية بدون الاستثناء (٢)، فيقال «حَلَف» مثل النجدية و«بِنَى» مثل العراقية.[13]
4. اسقاط الضمة والكسرة عند تتابع مقطعين مفتوحين.

قد تؤثر هذه القواعد على مقاطع الكلمات، فمثلاً قد تَدمج القاعدة الرابعة مقاطع لفظية:
- نُسافِر (نُـ-سا-فِر) ← نْسافِر (نْسا-فِر)

وقد تُطبَّق القاعدة الثالثة ثم الرابعة، مثلاً:
- بَدَوِيّ (بَـ-دَ-وِيّ) ← بِدُوِيّ (بِـ-دُ-وِيّ) ← بْدُوِي (بْدُ-وِي)
- كَتَبَتْ (كَـ-تَـ-بَت) ← كِتِبَتْ (كِـ-تِـ-بَت) ← كْتِبَت (كْتِـ-بَت)

وقد تُطبَّق القاعدة الثانية فالثالثة فالرابعة، مثلاً:
- قَهْوَة (قَهـ-وَه) ← قَهَوَة (قَـ-هَـ-وَه) ← قِهَوَة (قِـ-هَـ-وَه) ← قْهَوَة (قْهَـ-وَه)
- يَعْرِف (يَعـ-رِف) ← يَعَرِف (يَـ-عَـ-رِف) ← يِعَرِف (يِـ-عَـ-رِف) ← يْعَرِف (يْعَـ-رِف)

## الفعل
ًأ- إسناد الفعل إلى نون النسوة، مثل قولهم: (راحن، قامن)، (يروحن، يقومن)، (روحن، قومن)، ما عدا أهل العارض (الرياض وما جاورها من قرى وادي حنيفة) حيث يعاملون الجمع المؤنث إما كالجمع المذكر (في حالة العاقل) أو كالمفرد المؤنث (لغير العاقل).
ب- إثبات النون في الأفعال الخمسة، وهي: (كل فعل مضارع اتصلت به: ألف الاثنين، أو واو الجماعة، أو ياء المخاطبة) مثل: (يقومان، تقومان)، (يقومون، تقومون)، (تقومين). والمستعمل في (اللهجة النجدية) صيغتان، هما:
- الصيغة المسندة إلى ياء المخاطبة.
- والصيغة المسندة إلى واو الجماعة.

كقولهم: أنت تصومين، وأنتم تصومون، وهم يصومون.
أما الصيغة المسندة إلى (ألف الاثنين) فلا تكاد تستعمل، حيث يلحق المثنى عادة بالجمع.
وهذه النون تحذف مع (فعل الأمر) حسب القاعدة المعروفة، مع بقاء (ياء المخاطبة)، و (واو الجماعة). فيقولون: صومي، وصوموا.
ج- فتح أول المضارع الثلاثي (مثل: يكتب، يشرب، يضرب، يسمع) في القصيم، أو كسره في باقي نجد.. وبعض اللهجات العربية تضم أول الفعل (يكتب، يضرب) كما في الشام ومصر وشمال إفريقيا، أو تكسره (يشرب، يسمع) كما في لبنان والخليج.
د- إذا كان الفعل معتل الآخر، مثل: (يبكي، يرمي، يمشي)، فان حرف العلة يحذف في صيغة الأمر (تمشيا مع قاعدة الأفعال المعتلة) فيقولون: ابك، ارم، امش (للمخاطب المفرد).
وعند إسناد هذه الأفعال إلى واو الجماعة، وياء المخاطبة، وونون النسوة، يحذف حرف العلة أيضا منعا من التقاء الساكنين، فيقولون لجماعة الذكور: امشو، ارمو. وللمفردة: امشي، ارمي. ولجماعة النساء: امشن، ارمن.
هـ- لفعل الأمر من الفعل الأجوف المجرد صوت لين قصير، مثل: (صام، نام، قام)؛ فيقولون في اللهجة النجدية: (صم، قم، نم) وغيرهم يقول: صوم، قوم، نام. والقاعدة تنص على وجوب حذف حرف العلة منعًا من التقاء الساكنين (حرف العلة، وآخر فعل الأمر). ويعاد حرف العلة عند إسناد الفعل إلى (واو الجماعة) و (ياء المخاطبة) للفصل بينه وبين آخر الفعل، فيقولون: قوموا، قومي. أما بقاؤها مع (نون النسوة) فهو مخالف للقاعدة، حيث يقولون: (قومن، صومن). وفي الفصحى (قمن) و (صمن). وذلك لأن الفعل يبنى على السكون عند اتصاله بنون النسوة، فيحذف حرف العلة منعا من التقاء الساكنين.
و- يطابق الفعل المهموز (أخذ، أكل) في صيغة الأمر، الوزن المماثل له في اللغة الفصحى، فيقولون: (خذ، كل) للمفرد المخاطب.
ز- احتفاظ اللهجة النجدية بصيغة الفعل (المبني للمجهول) على الرغم من ندرة هذه الصيغة في كثير من اللهجات العربية، فيقولون: (المال سِرق -بكسر السين وتسكين الراء- أو سْرِق -بتسكين السين وكسر الراء-، ويِسرَق بكسر الياء وفتح الراء) و (الكتاب وخذ بكسر الواو أو ضمها، ويوخذ بضم الياء).
ح- أهل القصيم وحائل يحذفون ياء المتكلم من الأفعال فيقولون (عطن) بدلاً من (عطني) و (يوجعن) بدلاً من (يوجعني) و (عرفن) بدلاً من (عرفني)، وهي تشبه الصيغة الموجودة في الآيتين 15 و 16 من سورة الفجر.
ي- يفرق أهل العارض والبطين والوشم (أي الرياض ووسط نجد) عادة بين تاء المخاطب وتاء المتكلم، حيث تنطق تاء المخاطب المذكر بفتحة ممدودة أقرب إلى الألف كما في الفصحى مثل قولهم (رحتا وجيتا وجبتاها وخذتالك)، بينما تنطق تاء المتكلم بالسكون (أي: رحت وجيت ونحو ذلك). أما باقي أهل نجد فينطقون التاء بالسكون في كل الأحوال.

## الجمع
ينطق جمع المؤنث السالم في حائل بألف وياء وهاء بدلًا من ألف وتاء في الفصيح مثل كلمة (مدرسايه-مدرسات)(بنايه-بنات)(حيوانايه-حيوانات)

## الاسم
1 - التصغير : احتفظت اللهجة النجدية بكثير من صيغ التصغير، وذلك كقولهم: رجيل (رجل)، وليد (ولد)، بنية (بنت).
2 - الصفة تتبع الموصوف في التذكير والتأنيث، حيث يقولون: قهوة عربية. ولا يقولون: (قهوة عربي، قهوة تركي، أغنية عدني).
3 - ضمير المفرد الغائب، والمفردة الغائبة عندهم: (هو، وهي) بتسكين آخرهما. وجمع الغائبين (هم) وجمع الغائبات (هن). وهذه الضمائر في بعض اللهجات (هو، وهي، وهم) بتشديد أواخرها. ولا يستعمل ضمير جمع الغائبات.
أما ضمائر النصب أكانت متصلة أم منفصلة فتستعمل كاستعمالها في الفصحى، حيث يقولون: (الكتاب أعطنيه) أو (أعطني إياه).
4 - يستعملون العدد من (3 - 10) كاستعماله في الفصحى، حيث تستعمل الصيغ المؤنثة للأسماء المذكرة، وكذلك الصيغ المذكرة للأسماء المؤنثة، فيقولون: سبعة رجال، وتسع بنات، وثلاثة أريل.
أما العدد (واحد) فيستعمل صفة، ويطابق المعدود من حيث التذكير والتأنيث، فيقولون: ولد واحد، وبنت واحدة. ولا يقدمون العدد (واحد) على الموصوف، تمشيا مع القاعدة. ولا يقولون : (واحد ولد، وحدة بنت). وكذلك العدد (اثنان) يطابق المعدود، ويستعمل صفة، فيقولون : (الساعة ثنتين)، ولا يقولون: (الساعة اتنين).
5 - اللهجة النجدية الأصلية (و خصوصاً في وسط نجد) تستهجن وزن «فُعَل» (بضم الفاء وفتح العين من مثل «عمر») وتستبدله بوزن «فْعَل» (بتسكين الفاء)، وإن كانت هذه السمة قد بدأت بالاندثار مع الأجيال الجديدة.

## الحروف
1. (حرف الراء) ينطق مفخما كما ينطقه قارئو القرآن الكريم، ولكن حرف (اللام) ينطق أيضاً مفخماً في بعض المواضع إذا جاء بالقرب من حرف القاف (مثل «قلب»، «قلم»، «عقل»، «مقلوب») وهذا نطق عربي قديم يوافق مثلا إحدى قراءت القرآن المعروفة وهي قراءة ورش عن نافع المدني إذ تنطق اللام مفخمة أحيانًا ويوافق نطق اللام مفخمة نطق المسيحيين العرب لكلمتي صلاة وصليب. وهو نطق كما ذكرنا قديم وفصيح وهو من لهجات العرب الفصيحة القديمة.
2. احتفظت اللهجة النجدية (على خلاف كثير من اللهجات العربية) بالتنوين؛ فيلحقون (تنوين الكسر) أواخر الأسماء النكرة، فيقولون: (زارهم رجلٍ طويل)، (عندهم بنيةٍ صغيرة).
3. همزة الوصل: يستعملون فعل الأمر من الفعل الثلاثي على هذا النحو: (اكتب، ادرس، اسمع، افهم) بهمزة وصل حسب القاعدة، ولا يقولون هذه الأفعال بهمزة قطع،: (أكتب، أدرس، أسمع، أفهم). كما يثبتون (همزة الوصل) في كلمة (ابن) حتى لو وقعت بين علمين. كما يلفظون كلمة (اثنين) بهمزة وصل حسب القاعدة أيضًا. وبعض العرب يلفظونها بهمزة قطع، فيقولون: (إثنين).
4. حرف الكاف: غالباً ماينطق في اللهجة النجدية على هذا النحو (تس) مثلاً: تسذا = كذا، يتسذب = يكذب، وإذا أبدلت كاف المخاطبة في نهاية الكلام بالنحو السابق فهي تكون موجهة للنساء. مثلاً: وين ألقاتس؟ = أين ألقاكِ؟ وهذا نطق فصيح قديم لقبيله بكر بن وائل يقابله في بعض الدول العربية نطق بعضهم الكاف تش على طريقه فصيحة أيضًا وقديمة هي لهجة بعض القبائل القحطانية.
5. حرف القاف له نطق خاص منذ الجاهيلة في نجد وما زال، وهو على حالتين. الأولى: وهو مثل أن تقول في الإنكليزية Go. وهو في كلمات مثل: قمر، اقعد، والأخرى: ينطق على هذا النحو (دز)، قليب=دزليب، اقلب=ادزلب
6. حرف الضاد قد تم إسقاطه تماماً من اللهجة النجدية وإبدال حرف (الظاء) مكانه، فيقال (ظد) بدلاً من (ضد) و (يظرب) بدلاً من (يضرب)، وهذه أيضاً خاصية يشترك فيها أهل نجد مع باقي القبائل العربية في الجزيرة العربية. لكنهم يستعملون أغلب الكلمات من اللغة العربية ولكن مع قليل من التحريف كــ (صك الباب) وصك أي ضرب بقوة مع صوت شديد.

## أسماء الإشارة
هذا
ذا
كلاهما للمفرد القريب
هذي
ذي
للمفرد القريب المؤنث
هذاك
ذاك
للمفرد البعيد
هذيك
ذيك
للمفرد البعيد المؤنث
وكل مناطق نجد بلا استثناء تستخدمها بهذه الصورة كما في الفصحى تماما
كذلك التصغير
هذيّا =تصغير ل هذا
هذيتي = تصغير ل هذه
هذولا = أي هؤلاء
اللي = الذي أو الذين